# Robert Watson-Watt
Robert Alexander Watson-Watt (Brechin, 13 aprile 1892 – Inverness, 5 dicembre 1973) è stato un inventore britannico.
Watt iniziò la sua carriera nel campo della fisica delle onde elettromagnetiche con un lavoro presso il Met Office, iniziando a cercare un metodo per identificare accuratamente e tracciare i temporali usando i segnali radio emessi dai fulmini. Ciò condusse negli anni venti allo sviluppo di un sistema noto come huff-duff. Benché pubblicizzato ampiamente a suo tempo, l'enorme potenziale militare non fu sviluppato fino alla fine degli anni trenta. Huff-duff permetteva agli operatori di determinare la posizione di una radiotrasmittente nemica in pochi secondi e divenne la parte più importante della rete di sistemi che aiutarono a sconfiggere la minaccia degli U-boat tedeschi.
Nel 1935 realizzò il primo radar, che rilevava oggetti di dimensioni superiori ai 10 metri, e per questo non molto efficace. Negli anni successivi la RAF mise a punto radar che inviavano onde a lunghezza d'onda inferiore, in modo da poter facilmente rilevare gli aerei tedeschi durante la battaglia d'Inghilterra.
Per la sua importante invenzione Watson-Watt divenne nel 1941 fellow della Royal Society; durante la seconda guerra mondiale fu consulente al Ministero britannico della produzione aeronautica.
Negli anni 1960 si oppose al diffondersi di armi nucleari.